# Synagoga v Podbřezí
Synagoga v Podbřezí byla původně klasicistní židovská modlitebna ve východočeské obci Podbřezí v okrese Rychnov nad Kněžnou. Roku 1908 byla přestavěna pro necírkevní účely a nadále pak slouží jako obytný dům.

## Historie
V obci po několik staletí žila nevelká židovská obec, která zde vybudovala dřevěnou synagogu a židovský hřbitov (nejstarší dochovaný náhrobek pochází z roku 1725). Zděná klasicistní synagoga byla postavena roku 1820 na původní parcele dřevěné synagogy. Přiléhala k ní rovněž budova školy. Vzhledem ke zmenšení zdejší židovské obce přestala být definitivně roku 1888 využívána a roku 1908 byla pak přestavěna na chudobinec.
Ve 40. letech 20. století zde byly obecní byty. Objekt byl využíván do roku 1982, následně byl pak opuštěn. Asi po roce 2000 prošla budova rekonstrukcí a nadále pak využívána k obytným účelům. 